# Jean-Jacques Ier de Mesmes
Jean-Jacques Ier de Mesmes, seigneur de Roissy, est un diplomate français, né le 11 mai 1490 à Roquefort-de-Marsan, mort  le 19 septembre 1569 à Paris.

## Biographie
La famille, des marchands, étant originaire du Marsan, terre dépendant des Albret, Jean-Jacques de Mesmes se retrouve chancelier des suzerains de Navarre.
En 1516, il est envoyé par Catherine de Foix, reine de Navarre, à l'assemblée de Noyon, pour réclamer contre les usurpations de Ferdinand le Catholique en Navarre, et il obtient de Charles-Quint la restitution des pays usurpés par l’Espagne.
Mesmes passe ensuite au service de François Ier et occupe plusieurs emplois importants (lieutenant civil au Châtelet en 1539, maître des requêtes en 1544).
Sous Henri II, il est appelé au conseil d’État, et il négocie le mariage de Jeanne d’Albret, fille du roi de Navarre, avec Antoine de Bourbon. En avril 1559, il participe à la négociation des traités de paix du Cateau-Cambrésis
Sous François II, en 1560, il enregistre devant notaire son testament  où on peut lire ceci : "en raison des progrès de la nouvelle religion dont il s'effraie et des événements d'Amboise contre la personne du roi, craignant que ses enfants n'abandonnent la religion catholique et romaine, il exclut d'une part de ses biens ceux d'entre eux qui s'adonneraient à la nouvelle secte, ..."
En septembre 1569, il meurt âgé de soixante-dix neuf ans, ayant eu cinq filles et six fils. Il est inhumé au couvent des Grands-Augustins.